# Fantasy-Jahr 1969
Übersicht

◄◄ | ◄ | 1965 | 1966 | 1967 | 1968 | Fantasy-Jahr 1969 | 1970 | 1971 | 1972 | 1973 | ► | ►►

Weitere Ereignisse

## Neuerscheinungen Literatur
| Deutscher Titel            | Deutschsprachiges Erscheinungsjahr | Originaltitel       | Autor                                              | Anmerkungen |
| -------------------------- | ---------------------------------- | ------------------- | -------------------------------------------------- | ----------- |
| Conan von Cimmeria         | 1970                               | Conan of Cimmeria   | L. Sprague de Camp & Robert E. Howard & Lin Carter |             |
| Die Priesterkönige von Gor | 1974                               | Priest Kings of Gor | John Norman                                        |             |
| Die Nomaden von Gor        | 1974                               | Nomads of Gor       | John Norman                                        |             |
| Legion der Morgenröte      | 1977                               | The Runestaff       | Michael Moorcock                                   |             |
| Herrscher der Nacht        | 1975                               | Worms of the Earth  | Robert E. Howard                                   |             |
| Krieger des Nordens        | 1976                               | Tigers of the sea   | Robert E. Howard                                   |             |

## Filmpreise
- Emmy
  - Hauptdarstellerin in einer Comedy-Serie – Hope Lange – Der Geist und Mrs. Muir

## Geboren
- Daniel Abraham
- Nina Blazon
- Trudi Canavan
- Tony DiTerlizzi
- David Anthony Durham
- Alex Irvine
- Kelly Link
- Kai Meyer
- Michael Peinkofer
- Dietmar Preuß
- Steven Savile